# Виделе
Виделе (на румънски: Videle) е град в окръг Телеорман, Румъния, с население 11 508 души по данни от преброяването през 2011 г. Той е бил обявен за град през 1968 г. след обединение на няколко околни села, като разстоянието му до Букурещ, Александрия и Гюргево е приблизително еднакво.
Местният футболен отбор се казва „Петролул“.
Виделе е важен железопътен център, тъй като е разположен на магистралната железопътна линия Букурещ-Крайова и има отклонение за Гюргево и България.